# École informatique des Finances
L'École informatique des finances (EIFI) est une institution d'enseignement supérieur située à Kinshasa, en république démocratique du Congo. Fondée en 1970 sous le nom de centre de formation supérieur en informatique (CFSI), elle a pour mission principale la formation des cadres et agents de l'État en informatique de gestion.

## Historique
À sa création, le CFSI visait à former des professionnels issus de diverses institutions publiques, notamment la police nationale, l'OTRACO (aujourd'hui ONATRA), la Banque nationale du Congo (BCC), l'OCPT, le ministère de l'éducation nationale, les forces armées, l'université nationale du Zaïre (UNAZA) et la présidence de la république. Avec l'évolution des technologies de l'information, l'institution a évolué pour devenir l'EIFI, élargissant ainsi son champ de formation.

## Missions et formations
L'E.I.FI. propose trois types de formations :
1. Formation académique : Elle comprend deux sections :
  1. Analyse et programmation (AP) : Cycle de graduat sur trois ans, visant à former des analystes-programmeurs en informatique de gestion.
  2. Ingéniorat et conception (IC) : Cycle de licence sur trois ans, destiné à former des ingénieurs-concepteurs en informatique de gestion.
2. Formation permanente aux Nouvelles Technologies de l'Information et de la Communication (NTIC) : L'E.I.FI. organise des sessions ordinaires et spécifiques pour former les professionnels aux NTIC.
3. Formation continue (recyclage) : Elle vise à mettre à jour les compétences des techniciens informaticiens des différentes administrations sur des sujets spécifiques.

Les diplômes délivrés incluent le titre d'Analyste-Programmeur en informatique de gestion (graduat) et d'Ingénieur-Concepteur en informatique de gestion (licence).

## Agrément et reconnaissance
L'EIFI a reçu l'autorisation de fonctionnement par l'arrêté ministériel n°245/MINESU/CAB.MIN/NB/2006 du 28 juin 2006 et a été agréée par l'arrêté ministériel n°078/CABMIN.ESU/MML.KOB/2010 du 27 avril 2010.

## Infrastructures
L'institution dispose de huit salles de cours en bon état, trois salles équipées de micro-ordinateurs en réseau pour les travaux pratiques, et onze bureaux pour les autorités académiques, les enseignants, et le personnel administratif et technique.